# Willis Richardson
Willis Richardson (Wilmington, 5 novembre 1889 – Washington, 7 novembre 1977) è stato un drammaturgo statunitense.

## Biografia
Willis Richardson nacque il 5 novembre 1889 a Wilmington, Carolina del Nord, figlio di Willis Wilder e Agnes Ann (Harper) Richardson. La sua famiglia si trasferì a Washington poco dopo i disordini di Wilmington del 1898.
Frequentò le scuole pubbliche di Washington, tra cui la M Street High School (poi Dunbar High School). Mentre frequentava il liceo, fu incoraggiato a recitare da Mary P. Burrill, una delle sue insegnanti e lei stessa drammaturga. Richardson lavorò come “aiutante qualificato” nella divisione di bagnatura del Bureau of Engraving and Printing a partire dall'8 marzo 1911.

## Vita privata
Il 1° settembre 1914 sposò Mary Ellen Jones e insieme ebbero tre figli:
- Jean Paula Richardson (7 agosto 1916–)
- Shirley Antonella Richardson (29 aprile 1918–)
- Noel Justine Richardson (14 agosto 1920–)

Nel 1921, The Deacon's Awakening fu la prima opera teatrale recitata da Richardson. Fu presentata a Saint Paul, Minnesota.

## Spettacoli e produzioni
Dopo The Deacon's Awakening nel 1921, la successiva opera teatrale di Richardson ad essere messa in scena fu The Chip Woman's Fortune, prodotta dagli Ethiopian Art Players di Raymond O'Neil a Chicago e a Washington, e divenne la prima produzione non musicale di un afroamericano a Broadway.
La sua opera teatrale Mortgaged fu presentata nel 1923 dagli Howard Players alla Università Howard. Successivamente fu prodotta dai Dunbar Players a Plainfield, New Jersey, nel 1924. The Deacon's Awakening è stata messa in scena dal 30 agosto al 6 settembre 2015 dalla Xoregos Performing Company nel suo programma Songs of the Harlem River al Dream Up Festival di New York. Songs of the Harlem River ha aperto il Langston Hughes Festival nel Queens, New York, il 13 febbraio 2016.

## The Broken Banjo
I personaggi che appaiono in The Broken Banjo sono Emma, Matt, Sam e Adam. La rappresentazione inizia con Sam, il fratello di Emma, che accusa Matt, il marito di Emma, di omicidio. Durante la visita a casa di Emma, Sam ha rotto il banjo di Matt e al suo ritorno a casa ha fatto infuriare Matt. Per vendicarsi Sam rivela di aver visto Matt uccidere Shelton con una pietra. Matt decide di rinchiudere Sam e Adam in casa finché non avranno giurato sulla Bibbia di non raccontare a nessuno dell'omicidio. Emma dice a Matt che dovrebbero trasferirsi in un'altra città perché non crede che i due manterranno la promessa. Mentre Matt sta per andarsene, Sam e Adam fanno venire un agente per arrestarlo.

## Onorificenze
Richardson vinse il premio Amy Spingarn nel 1925 per The Broken Banjo, la sua opera più nota. Inoltre la commedia si aggiudicò il primo posto in un concorso indetto dalla rivista The Crisis nel marzo 1925, dove fu pubblicata. Il primo premio era di 75 dollari. L'anno successivo ricevette il Premio Spingarn per Bootblack Lover, un dramma in tre atti. Ricevette postumo il prestigioso premio AUDELCO per il suo contributo al teatro americano.

## Morte
Willis Richardson era di religione cattolica. Morì il 7 novembre 1977 a Washington. Nel corso dei suoi 30 anni di carriera, scrisse 48 fiabe per bambini, storie e pièce teatrali per la famiglia.

## Opere selezionate
- Willis Richardson, Plays and Pageants from the Life of the Negro, Kessinger, giugno 2008, ISBN 9781436685184.
- The Chip Woman's Fortune, OCLC 27409054.
- The flight of the natives, OCLC 58934982.
- Joy rider; una commedia, OCLC 964682451.
- The visiting lady: a comedy, OCLC 964682350.
- The broken banjo, OCLC 235941136.
- The man who married a young wife, OCLC 27417501.
- The king's dilemma, and other plays for children : Episodes of hope and dream, OCLC 881630084.
- The peacock's feathers; una commedia in un atto, OCLC 27417513.
- A pillar of the church; una commedia, OCLC 27417530.
- The curse of the Shell Road Witch; una commedia in un atto, OCLC 27409046.
- The jail bird; una commedia in un atto, OCLC 27417481.
- Bold lover; una commedia, OCLC 27417415.
- The dark haven; una commedia, OCLC 27409041.
- The nude siren; una commedia, OCLC 27417506.
- The amateur prostitute; una commedia, OCLC 27417397.
- Victorian Poems, OCLC 28123722.
- Imp of the devil; una commedia, OCLC 27417465.
- The brown boy; una commedia, OCLC 27417450.
- Rooms for rent; una commedia in un atto, OCLC 27417545.